# Tagescreme

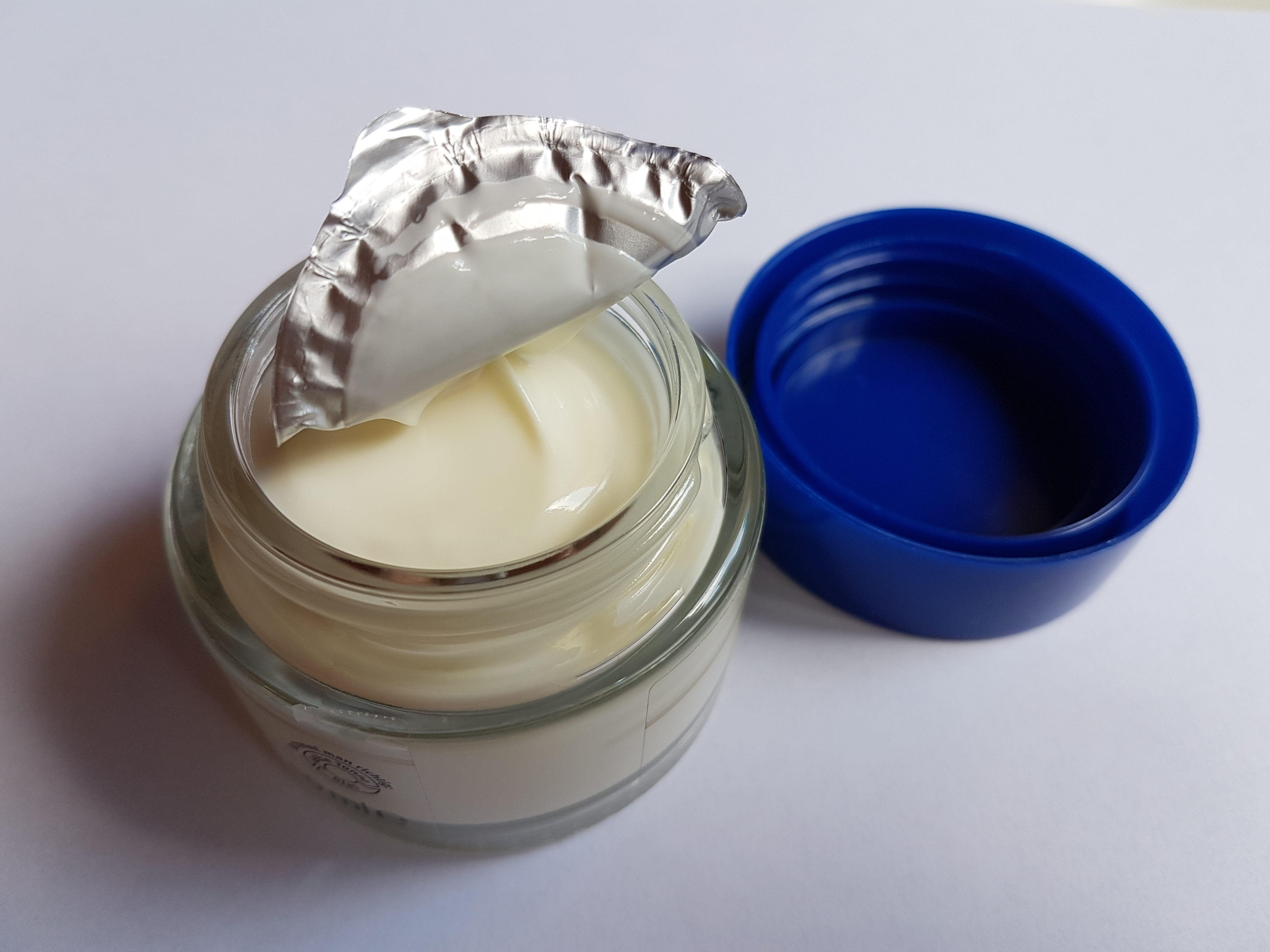
Tagescreme im Glastiegel

Tagescreme ist ein Hautpflegemittel, das die Haut tagsüber mit Feuchtigkeit versorgen sowie vor schädlichen Umwelteinflüssen wie z. B. Luftverschmutzungen und Wind schützen soll und hierin der Nachtcreme gegenübersteht. Zudem hat sie einen mattierenden Effekt und dient zugleich als Puder- oder Make-up Unterlage.

## Verwendung

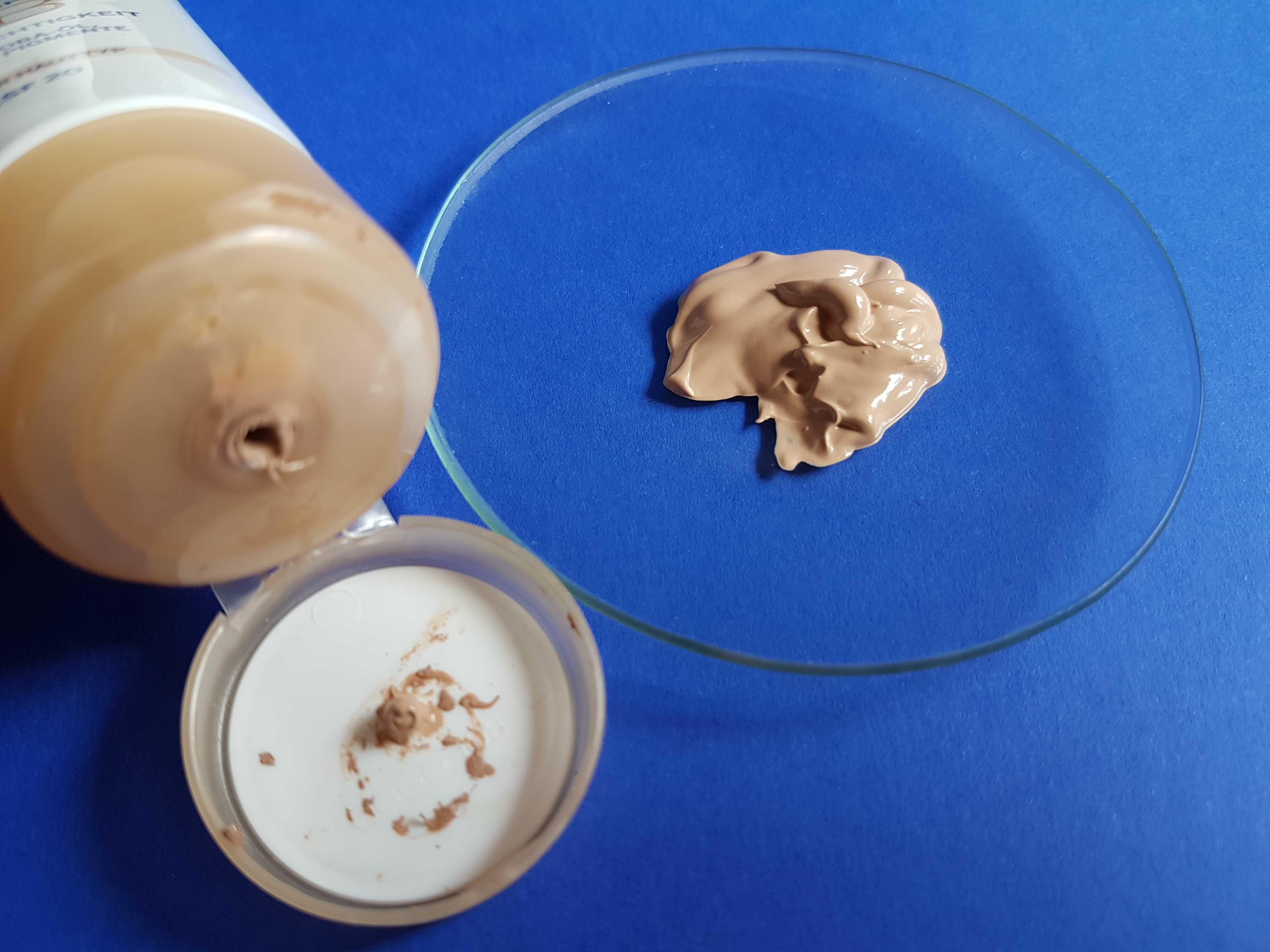
Getönte Tagescreme aus der Tube

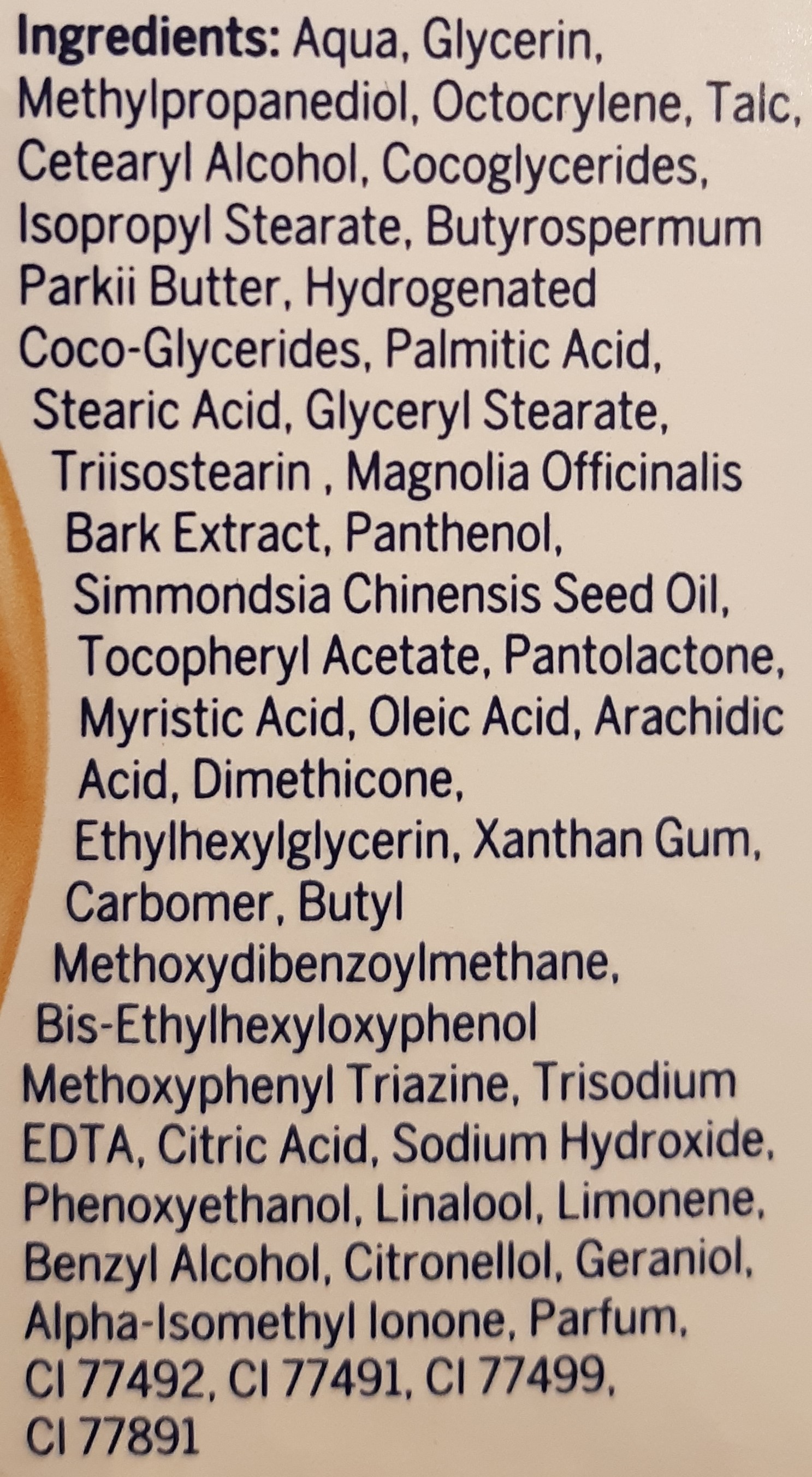
INCI-konforme Deklaration der Inhaltsstoffe Inhaltsstoffe einer BB-Cream (Beispiel)

Tagescreme wird tagsüber auf das Gesicht aufgetragen und dient auch als Make-up Unterlage.

### Getönte Tagescreme
Eine getönte Tagescreme enthält Zusätze von Farbpigmenten. Dadurch wirkt die Haut frischer. Die Creme ist allerdings nicht deckend. Die getönte Tagescreme ist für normale und trockene Haut geeignet.
Bei getönter Tagescreme wird oft zwischen BB-, CC- und DD-Cremes unterschieden:
- BB-Cream bedeutet Blemish Balm oder Beauty Balm. Die Creme vereint ein leichtes Make-up mit einer Feuchtigkeitscreme.
- CC-Cream steht für Colour Correction. Die Creme kann durch zusätzlich grünliche oder violette Farbpigmente Hautrötungen oder Hyperpigmentierungen kaschieren.
- DD-Cream steht für Disguise Diminish oder Daily Defense. Darunter versteht sich kaschieren, verringern oder täglicher Schutz. DD-Creams enthalten Anti-Aging-Wirkstoffe und sind für die reifere Haut gedacht.[2]

Alle getönte Tagescremes können einen UV-Schutz enthalten.

### Moisturizing Creme
Die Moisturizing Creme soll der Haut besonders viel Feuchtigkeit spendet.

## Inhaltsstoffe
Tagescreme ist meistens eine Öl-in-Wasser-Emulsion. Neben verschiedensten kosmetischen Wirkstoffen können auch UV-Filtersubstanzen enthalten sein.

## Wirkung
Die Tagescreme wirkt kühlend auf der Haut und ist nicht fettend.